# 레이퍼 존슨
레이퍼 루이스 존슨(Rafer Lewis Johnson, 1935년 8월 18일 ~ 2020년 12월 2일)은 전 미국의 10종 경기 선수이며, 영화 배우이다.

## 생애
텍사스주 힐스보로에서 태어나 9세 때 캘리포니아주 킹즈버그로 이주하였는데, 그의 가족은 처음 몇 년간 마을 통틀어 유일한 아프리카계 미국인 사람들이었다. 융통성 있는 선수인 존슨은 킹즈 버그 고등학교의 미식축구, 야구, 농구 팀의 선수로서 활약하였다. 중·고등학교 시절에 둘다 반장으로 선출되기도 하였다. 16세 때에 밥 머사이어스를 보고 10종 경기에 관심을 가지기 시작했다.
1954년 캘리포니아 대학교 로스앤젤레스에 입학한 해에, 첫 대회에 출전하였다. 10종 경기에서 인상적인 기록 향상을 보였고, 4번째 출전만에 세계 기록을 깼다. 1955년 멕시코시티에서 열린 팬아메리칸 게임에서 첫 타이틀을 차지했다.
존슨은 1956년 멜버른 올림픽을 위한 10종 경기와 멀리뛰기에서 둘 다 출전 자격을 얻었다. 그러나 부상을 당하며 멀리뛰기에서 몰수를 당했다. 하지만 이런 걸림돌에도 불구하고 10종 경기에서 밀턴 캠벨에 이어 2위를차지했다.
부상으로 인해 1957년과 1959년 시즌에는 휴식을 취했으며, 1958년과 1960년에 세계 기록을 깼다. 로마 올림픽이 가장 우승에 근접한 대회였다. 그의 가장 강한 라이벌은 타이완의 양촨쾅이었다. 양촨쾅도 캘리포니아 대학교 로스앤젤레스의 학생이었으며, 둘다 UCLA 육상 코치 엘빈 C. 드레이크의 아레에서 훈련을 받고 좋은 친구가 되었다. 10종 경기에서 선두가 둘 사이에 원상복귀가 되었다. 결국 9개의 종목 이후 존슨은 양촨쾅을 좁은 차이로 앞섰으나 양촨쾅은 마지막 종목 1500m에서 더 나은 실력을 보였다. 존슨은 금메달을 획득하는 데 양촨쾅을 좁은 차이로 꺾을 수 있었다. 이 승리를 마지막으로 존슨은 자신의 육상 경력을 마무리했다.
대학교에서 존슨은 전설적인 코치 존 우든 아래에서 선수로 활약하기도 하였으며, 1959~60 시즌 남자 농구 팀의 시작 선수였다. 우든 코치는 존슨을 위대한 방어적 선수로 숙고하였으나 가끔 후회하기도 하였다고 한다.
그는 1959년 NFL 드래프트에서 로스앤젤레스 램즈에 러닝백 포지션으로 선출되었다.
로마 올림픽을 위해 훈련할 동안에 그의 친구 커크 더글러스는 존슨을 출연시킬 생각이었던 영화 《스파르타쿠스》의 한 장면 - 에티오피아의 검투사 드라바가 스파르타쿠스를 동점으로 꺾고 죽니는 것을 거부하였다는 것을 이야기하였다. 존슨은 그 역을 위하여 읽고 준비 받았으나 아마추어 육상 연맹은 그렇게 되면 그를 프로로 전향시킬 수 있으며 올림픽을 위해 부적당하게 된다면서 거절당하고 말았다. 올림픽이 끝난 후, 존슨은 영화 배우로서 시작을 하고 스포츠 캐스터로 일하였다. 그는 로스앤젤레스의 지방 NBC 뉴스에서 주말 스포츠 앵커를 맡았으나 그 직업에서 불편하게 보이는 느낌이 들었다. 1963~64 시즌에 그는 ABC 드라마 〈Channing〉에 나왔다. 그는 제임스 본드 영화 《살인 면허》에서 DEA 대리 역을 포함하여 몇몇의 영화 출연을 하였다.
1961년 평화 봉사단에 근무하였고, 1968년에는 로버트 케네디의 대통령 선거 운동에서 활약하면서 로지 그리어가 암살범 시르한 시르한을 체포하는 데 도움을 주었다.
그는 자신의 저서 〈내가 될 수 있는 최선〉(1999년 출간, 필립 골드버그와 공동 저서)에서 과거의 자신의 경험을 술회하였다.
존슨은 허쉬 초콜릿이 주최한 육상 경기의 대표인이며, 남가주 특별 올림픽에 연루되어 있다.
그의 동생 지미는 프로 미식축구 명예의 전당의 회원이고 딸 제니퍼는 2000년 시드니 올림픽에서 비치발리볼 선수로 활약하였다.

## 명예
1958년 스포츠 일러스트레이티드에 의하여 "올해의 스포츠맨"으로 선정되었고, 1960년 미국의 최고 아마추어 육상 선수로서 제임스 E. 설리번 상을 수상하였다.
1984년 로스앤젤레스 올림픽에서 성화 주자로 활약하였으며, 1994년에는 월드 스포츠 인도주의 명예의 전당의 퍼스트 클래스에 헌액되었다.
1998년 그는 ESPN에 의하여 20세기의 가장 위대한 북아메리카 선수들 100명 중의 하나로 선정되었고, 2006년 NCAA는 그를 지난 100년 동안에 가장 영향력 있는 학생 선수들 100명 중의 하나로 선정하였다.
매년 4월 중순마다 캘리포니아 대학교 로스앤젤레스는 3일간의 육상 축제인 레이퍼 존슨-재키 조이너 - 커시 초청 대회를 주최하고 있다.